# SriLankan Airlines
SriLankan Airlines Limited  (precedentemente nota come Air Lanka) è la compagnia aerea di bandiera dello Sri Lanka. Essa gestisce una flotta di 28 aeromobili, per destinazioni in Asia e in Europa dalla sua base principale all'Aeroporto Internazionale Bandaranaike. Lo slogan della compagnia è "Tu sei il nostro mondo", e il logo un pavone stilizzato. La sede della compagnia si trova al Bandaranaike International Airport di Katunayake, Sri Lanka.

## Destinazioni

### Accordi commerciali
Al 2022 SriLankan Airlines ha accordi di code-share con le seguenti compagnie:
- Air Canada
- Air India
- American Airlines
- Asiana Airlines
- Etihad Airways
- Finnair
- Gulf Air
- Japan Airlines
- Malaysia Airlines
- Myanmar Airways International
- Oman Air
- Qatar Airways

### Alleanze
Il 1º maggio 2014 SriLankan Airlines è entrata a far parte di Oneworld.

## Flotta
A gennaio 2022 la flotta di SriLankan Airlines è così composta: